# Les Neiges du Kilimandjaro (film, 1952)
Pour les articles homonymes, voir Les Neiges du Kilimandjaro.
Pour plus de détails, voir Fiche technique et Distribution.
Les Neiges du Kilimandjaro (titre original : The Snows of Kilimanjaro) est un film américain réalisé par Henry King, sorti en 1952. 
Le film est tiré d'une nouvelle publiée en 1936 par Ernest Hemingway dans la revue « Esquire ».

## Synopsis
Un écrivain, Harry Street et sa femme Helen sont en safari en Afrique. Victime d'un accident bénin, Harry voit sa plaie s'infecter. Il commence à déprimer. Croyant qu’il va mourir, il se remémore son passé et ses aventures sentimentales, notamment pendant la guerre d'Espagne, et ne peut s'empêcher de se confier à sa femme.

## Fiche technique
- Titre : Les Neiges du Kilimandjaro
- Titre original : The Snows of Kilimanjaro
- Réalisation : Henry King
- Scénario : Casey Robinson d'après la nouvelle éponyme d'Ernest Hemingway
- Photographie : Leon Shamroy
- Son : Bernard L. Freericks, Roger Heman
- Montage : Barbara McLean
- Musique : Bernard Herrmann et Alfred Newman (non crédité)
- Direction artistique : John DeCuir et Lyle R. Wheeler
- Décors : Paul S. Fox et Thomas Little
- Costumes : Charles Le Maire et Sam Benson (non crédité)*
- Production : Darryl F. Zanuck
- Société de production et de distribution : 20th Century Fox
- Pays de production : États-Unis
- Langue : anglais
- Format : Technicolor - Son : Mono (Western Electric Recording)
- Durée : 114 minutes
- Genre : aventure et drame
- Date de sortie :
  - États-Unis : 18 août 1952

## Distribution

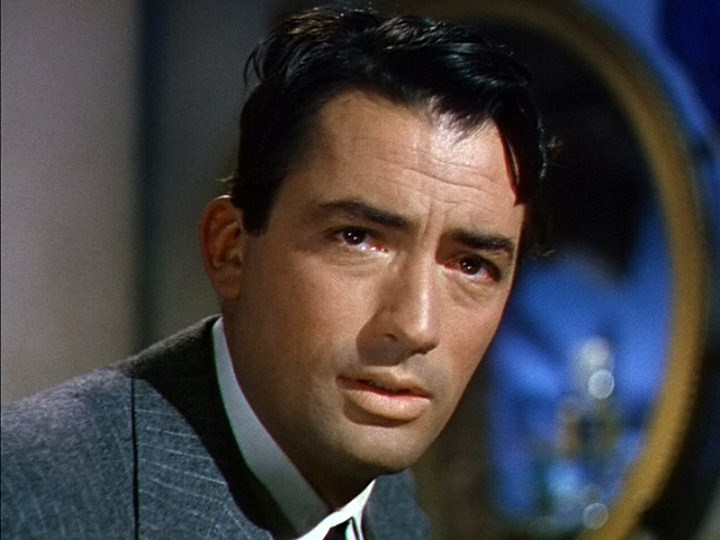
Gregory Peck dans le film.

- Gregory Peck (VF : Marc Valbel) : Harry Street
- Susan Hayward (VF : Claire Guibert) : Helen Street
- Ava Gardner (VF : Jacqueline Ferriere) : Cynthia
- Hildegarde Neff : La comtesse Elizabeth dite Liz
- Leo G. Carroll : L'oncle Bill Swift
- Torin Thatcher : Johnson
- Ava Norring : Béatrice
- Helene Stanley : Connie
- Marcel Dalio : Émile
- Vicente Gomez : le guitariste
- Leonard Carey (VF : Maurice Pierrat) : Le docteur Simmons
- John Dodsworth (VF : Lucien Bryonne) : Compton, le mari de Cynthia

Acteurs non crédités
- George Davis : Un serviteur
- Ivan Lebedeff : Le marquis 'Poppey'
- Agnès Laury : Margot
- Monique Chantal Georgette
- Martin Garralaga : l'officier espagnol
- Bert Freed : un soldat américain
- Julian Rivero : le vieux serveur

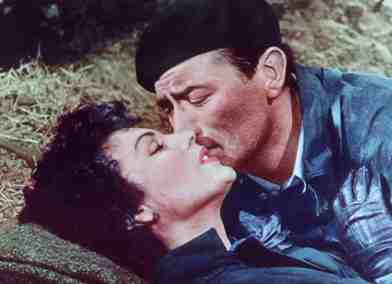
Ava Gardner et Gregory Peck dans le film.
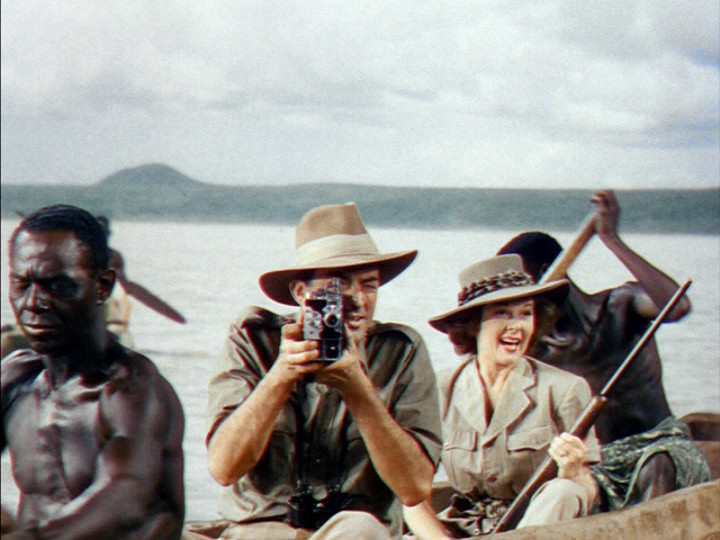
Gregory Peck et Susan Hayward.
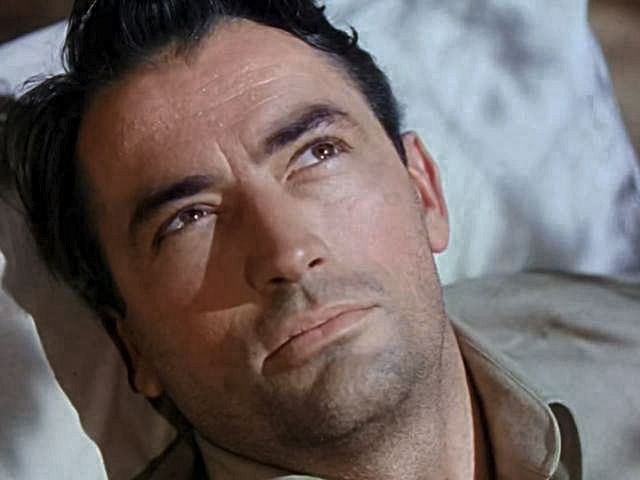
Gregory Peck.

## Autour du film
Le film a été tourné en France, à Paris, en Espagne et dans les Alpes-Maritimes, Egypte (Le Caire), à Nairobi, en Tanzanie et sur le plateau 14 des Studios 20th Century-Fox à Century City (Los Angeles)